# Decifrazione dei geroglifici egizi

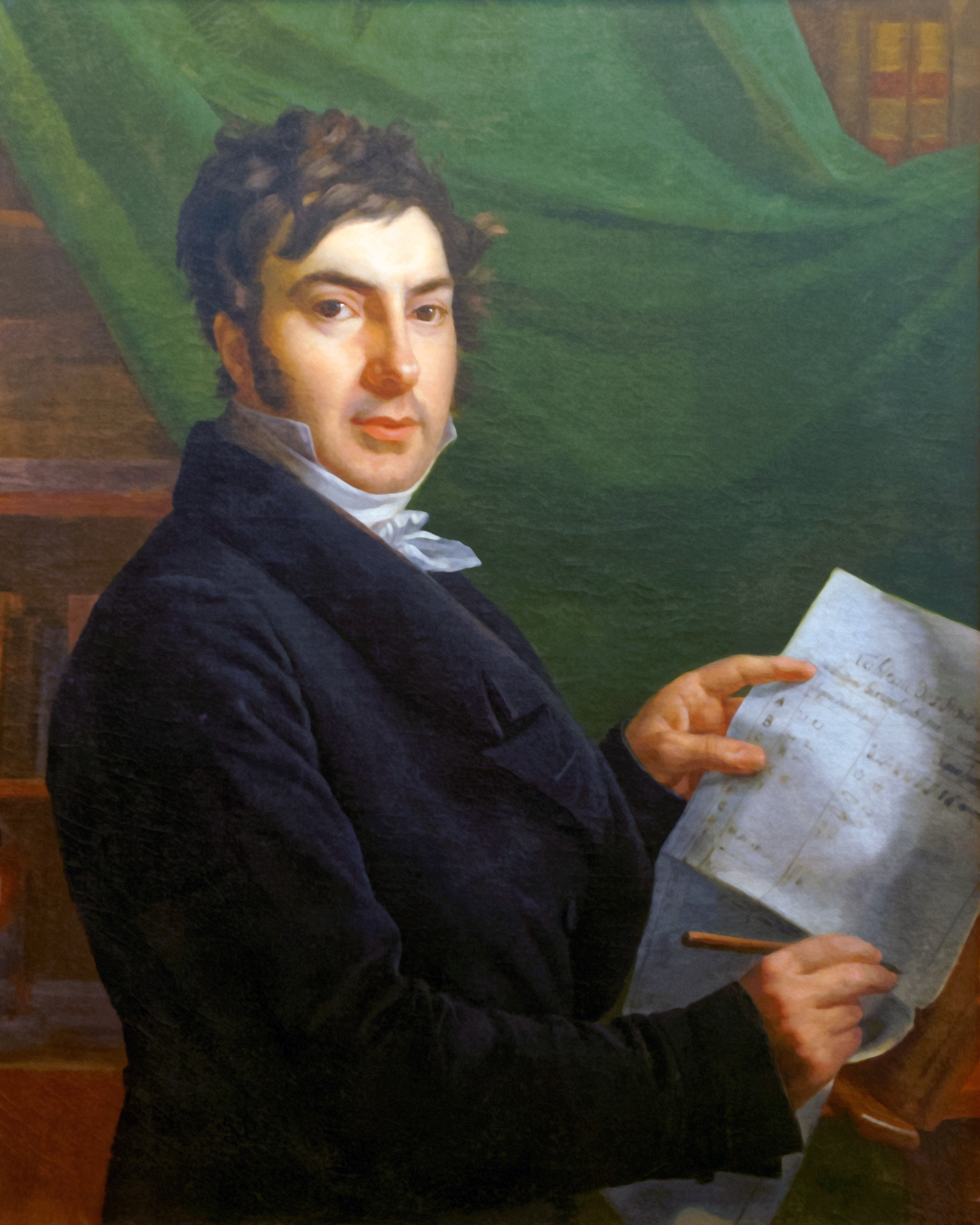
Jean-François Champollion nel 1823, con in mano la sua lista di segni fonetici geroglifici. Dipinto di Victorine-Angélique-Amélie Rumilly

I sistemi di scrittura utilizzati nell'antico Egitto furono decifrati all'inizio del XIX secolo attraverso il lavoro congiunto di numerosi studiosi europei, in particolare l'egittologo francese Jean-François Champollion e il britannico Thomas Young. Le antiche forme di scrittura egiziane, che includevano i sistemi geroglifico, ieratico e demotico, cessarono di essere comprese nel IV e V secolo d.C. perché furono sostituite dall'alfabeto copto. La conoscenza dei metodi di scrittura più antichi da parte delle generazioni successive si basava sul lavoro di autori greci e romani la cui comprensione era però errata. Si credeva, perciò, che i metodi di scrittura egiziani fossero esclusivamente ideografici e rappresentassero idee piuttosto che suoni, e persino che i geroglifici fossero una scrittura mistica esoterica piuttosto che un mezzo per registrare una lingua parlata. Alcuni tentativi di decifrazione da parte di studiosi islamici ed europei nel Medioevo e nei primi tempi moderni riconobbero che i metodi di scrittura avrebbero potuto avere una componente fonetica, ma la percezione millenaria dei geroglifici come ideografici ostacolò gli sforzi per accettare questa teoria fino al XVIII secolo.
La Stele di Rosetta, scoperta nel 1799 dai membri della Campagna d'Egitto di Napoleone Bonaparte, presentava tre testi in tre scritture diverse: geroglifica, demotica e greca. Supponendo che il contenuto dei tre testi fosse lo stesso, si sperava che il testo egizio potesse essere decifrato attraverso la sua traduzione greca, specialmente in combinazione con la conoscenza della lingua copta, l'ultima fase della lingua egizia. Ciò si rivelò tuttavia difficile, nonostante gli avanzamenti compiuti da Antoine-Isaac Silvestre de Sacy e Johan David Åkerblad. Young, basandosi sul loro lavoro, osservò che i caratteri demotici derivavano da geroglifici e identificò molti dei segni fonetici del demotico. Scoprì anche il significato di molti geroglifici, inclusi glifi fonetici in un cartiglio contenente il nome di un re egizio di origine straniera, Tolomeo V. Era convinto, tuttavia, che i geroglifici fonetici fossero usati solo per scrivere parole non egizie. All'inizio degli anni '20 dell'800, Champollion confrontò il cartiglio di Tolomeo con altri e alla fine si rese conto che la scrittura geroglifica era un misto di elementi fonetici e ideografici. Le sue affermazioni furono inizialmente accolte con un certo scetticismo e con l'accusa di aver rubato l'idea a Young, ma gradualmente furono accettate dalla comunità linguistica. Champollion continuò a identificare in modo approssimativo i significati della maggior parte dei geroglifici fonetici e a stabilire gran parte della grammatica e del vocabolario dell'antica lingua egizia. Young, nel frattempo, decifrò ampiamente il demotico usando la Stele di Rosetta in combinazione con altri testi bilingui greci e demotici.
Gli sforzi di decifrazione rallentarono dopo la morte di Young nel 1829 e quella di Champollion nel 1831, ma nel 1837 Karl Richard Lepsius scoprì che molti geroglifici rappresentavano combinazioni di due o tre suoni anziché uno, correggendo così uno dei difetti fondamentali nell'opera di Champollion. Altri studiosi, come Emmanuel de Rougé, raffinarono abbastanza la comprensione dell'egizio e, a partire dal 1850, fu possibile tradurre completamente gli antichi testi egizi. Combinato con la decifrazione del cuneiforme all'incirca nello stesso periodo, il loro lavoro ci permise la comprensione dei testi precedentemente inaccessibili della prima fase della storia umana.

## Metodi di scrittura egiziani e loro estinzione

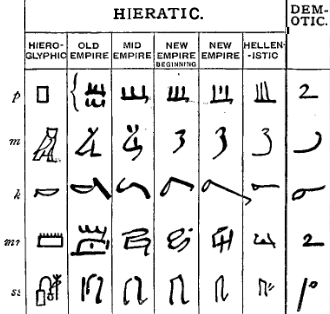
Tabella che mostra l'evoluzione dei segni geroglifici (a sinistra) attraverso diverse fasi di corsivizzazione da ieratico a demotico (a destra)

Per gran parte della sua storia l'antico Egitto ebbe due principali sistemi di scrittura. I geroglifici, un sistema di segni pittorici usati principalmente per testi formali e nati intorno al 3200 a.C., e lo ieratico, un sistema corsivo derivato dai geroglifici che veniva usato principalmente per scrivere su papiro, quasi altrettanto antico. A partire dal VII secolo a.C. emerse un terzo metodo di scrittura, derivato a sua volta dall'ieratico, oggi noto come demotico. Differiva così tanto dal suo antenato geroglifico che la relazione tra i segni era difficile da riconoscere. Il demotico divenne il sistema più comune per scrivere la lingua egizia, e i geroglifici e lo ieratico furono in seguito limitati agli usi religiosi. Nel IV secolo a.C. l'Egitto era governato dalla dinastia tolemaica greca e perciò il greco e il demotico furono usati fianco a fianco in Egitto sotto i Tolomei e poi sotto dell'Impero romano. I geroglifici divennero sempre più oscuri, al limite dell'ignoto e usati esclusivamente dai sacerdoti egizi.
Tutti e tre i metodi di scrittura presentavano una commistione di segni fonetici, che rappresentano suoni nella lingua parlata, e segni ideografici che rappresentano concetti. I segni fonetici includevano segni monolitteri, bilitteri e trilitteri, rispettivamente per uno, due o tre suoni. I segni ideografici includevano logogrammi, che rappresentano parole intere e determinativi, che venivano usati per specificare il significato di una parola scritta con segni fonetici.
Molti autori greci e romani scrissero riguardo a questi metodi di scrittura, e molti erano a conoscenza del fatto che gli Egizi avessero due o tre sistemi di scrittura diversi, ma nessuno le cui opere sopravvissute in epoche successive comprese appieno il funzionamento dei metodi di scrittura. Diodoro Siculo nel I secolo a.C. descrisse esplicitamente i geroglifici come una scrittura ideografica e la maggior parte degli autori classici condivise questo assunto. Plutarco, nel I secolo d.C., riferì di 25 lettere egiziane, suggerendo che avrebbe potuto essere a conoscenza dell'aspetto fonetico dei geroglifici o del demotico, ma il suo significato non è chiaro. Intorno al 200 d.C. Clemente Alessandrino lasciava intendere che alcuni segni fossero fonetici ma si concentrava piuttosto sui significati metaforici dei segni. Plotino, nel III secolo d.C., affermava che i geroglifici non rappresentassero le parole ma una visione divinamente ispirata a investigare la natura degli oggetti che rappresentavano. Ammiano Marcellino nel IV secolo d.C. copiò la traduzione di un altro autore di un testo geroglifico su un obelisco, ma la traduzione era troppo libera per essere utile per comprendere i principi del sistema di scrittura. L'unica disamina approfondita sui geroglifici a sopravvivere fino ai tempi moderni fu  Geroglifici, un'opera probabilmente scritta nel IV secolo d.C. e attribuita a un uomo di nome Orapollo. Discute i significati dei singoli geroglifici, ma non come questi segni siano stati usati per formare intere frasi. Alcuni dei significati che descrive sono corretti, ma altri sono sbagliati e tutti sono ingannevolmente spiegati come allegorie. Ad esempio, Orapollo afferma che l'immagine di un'oca significhi "figlio" perché si dice che le oche amino i loro figli più di altri animali. In realtà, il geroglifico dell'oca fu usato perché le parole egizie per "oca" e "figlio" avevano le stesse consonanti.
Sia i geroglifici che il demotico iniziarono a scomparire nel III secolo d.C. I sacerdoti del tempio morirono e l'Egitto fu gradualmente convertito al cristianesimo, e poiché i cristiani egiziani scrivevano con l'alfabeto copto di origine greca, esso arrivò a soppiantare il demotico. L'ultimo testo geroglifico fu scritto da sacerdoti nel Tempio di Iside a File nel 394 d.C., e l'ultimo testo demotico fu scritto sempre lì nel 452 d.C. Gran parte della storia più antica, quella precedente al primo millennio a.C., era stata registrata con metodi di scrittura egizi o in cuneiforme, il sistema di scrittura della Mesopotamia. Con la perdita di conoscenza di entrambi questi metodi di scrittura, le uniche registrazioni di un lontano passato erano in fonti secondarie limitate e distorte. Il principale esempio egiziano di tale fonte fu l'Aegyptiaca, una storia del paese scritta da un sacerdote egiziano di nome Manetone nel III secolo a.C. Il testo originale è perduto, ma è sopravvissuto in sintesi e citazioni di autori romani.
La lingua copta, l'ultima forma della lingua egiziana, continuò a essere parlata dalla maggior parte degli egiziani ben dopo la conquista araba dell'Egitto nel 642 d.C., ma a poco a poco perse terreno rispetto all'arabo. Il copto iniziò a estinguersi nel XII secolo e da allora sopravvisse esclusivamente come lingua liturgica della Chiesa copta.

## Primi sforzi

### Mondo islamico medievale

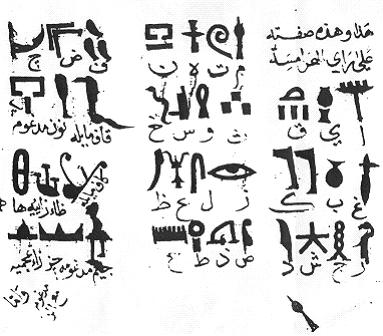
Tentativo di traduzione di geroglifici da parte di Ibn Wahshiyya

Gli studiosi arabi erano a conoscenza della connessione tra il copto e l'antica lingua egiziana e talvolta si pensava che i monaci copti fossero in grado di comprendere le antiche scritture. Si dice che diversi studiosi arabi dal VII al XIV secolo, tra cui Jābir ibn Ḥayyān e Ἀyūb ibn Maslama, sapessero leggere i geroglifici, ma poiché le loro opere sull'argomento non sono sopravvissute queste affermazioni non possono essere verificate. Ḏū l-Nūn al-Miṣrī e Ibn Waḥshiyya, nel IX e X secolo, scrissero trattati contenenti dozzine di scritti conosciuti nel mondo islamico, inclusi i geroglifici, con tabelle che ne elencavano i significati. Nel XIII o XIV secolo, Ἀbū al-Qāsim al-Ἱrāqī copiò un antico testo egizio e assegnò valori fonetici ai diversi geroglifici. L'egittologo Okasha El-Daly sostiene che le tavole dei geroglifici nelle opere di Ibn Waḥshiyya e Ἀbū al-Qāsim identifichino correttamente il significato di molti dei segni. Altri studiosi sono stati scettici sulle affermazioni di Ibn Waḥshiyya di aver compreso i metodi di scrittura, e Tara Stephan, una studiosa del mondo islamico medievale, afferma che El-Daly "sovrastima enormemente l'accuratezza di Ibn Waḥshiyya". Ibn Waḥshiyya e Ἀbū al-Qāsim riconobbero che i geroglifici avrebbero potuto funzionare sia fonicamente che simbolicamente, un concetto che non sarebbe stato compreso in Europa per secoli.

### XVI e XVII secolo

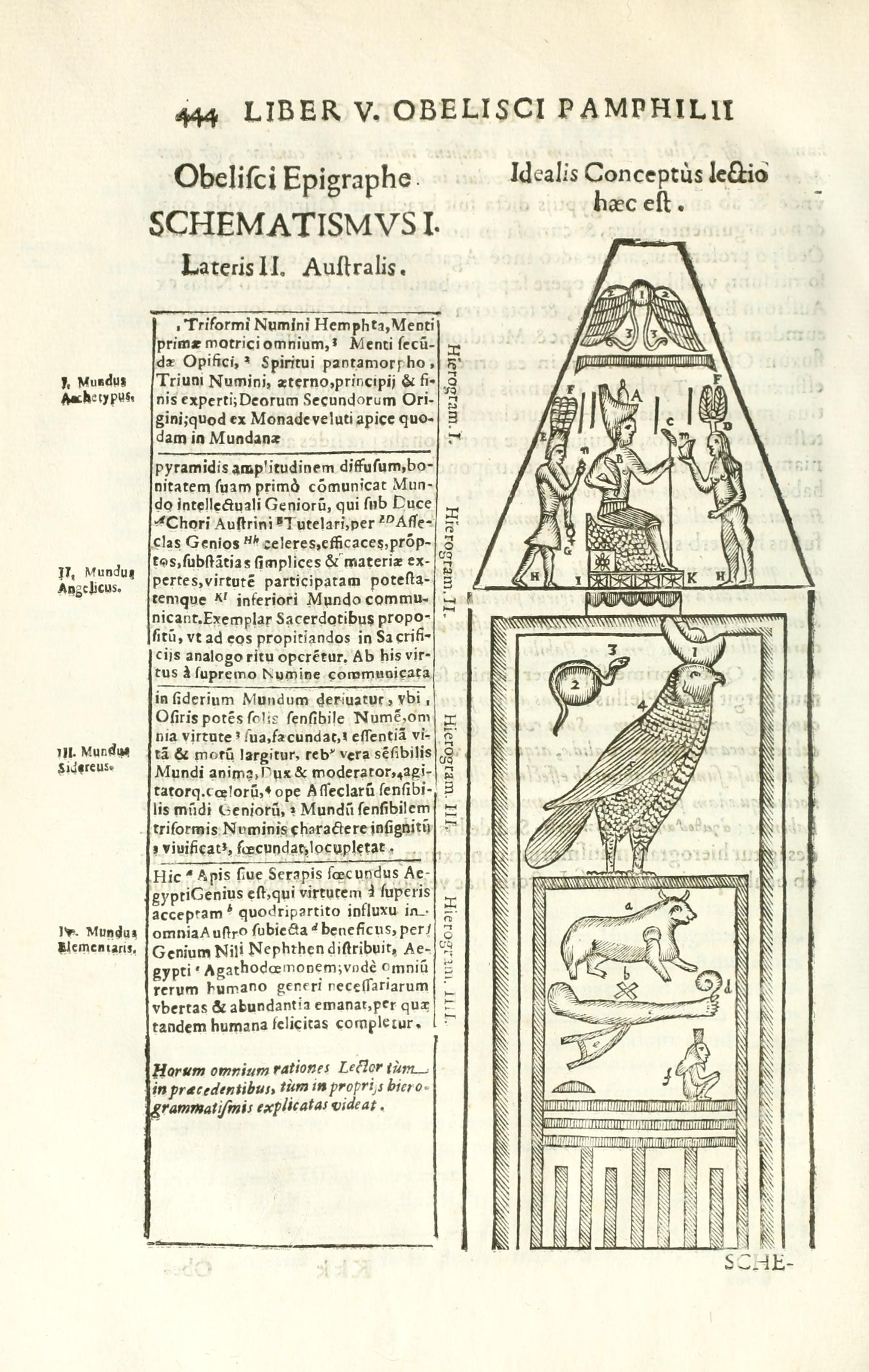
Una pagina di Obeliscus Pamphilius di Atanasio Kircher (1650), con traduzioni fantasiose date per figure e geroglifici su un obelisco a Roma.

Durante il Rinascimento gli europei si interessarono ai geroglifici a partire dal 1422 circa, quando Cristoforo Buondelmonti scoprì una copia dei Geroglifici di Orapollo in Grecia e la portò all'attenzione degli studiosi come Niccolò Niccoli e Poggio Bracciolini. Poggio riconobbe che esistevano testi geroglifici sugli obelischi di Roma e altri manufatti egizi importati in Europa in epoca romana, ma gli studiosi non tentarono di decifrare questi testi. Influenzati da Orapollo e Plotino, essi vedevano i geroglifici come una forma di comunicazione universale basata sull'immagine, non un mezzo per annotare una lingua parlata. Da questa convinzione scaturì una tradizione artistica rinascimentale che utilizzava un oscuro simbolismo basato liberamente sul linguaggio figurato descritto da Orapollo, introdotto per la prima volta nel libro Hypnerotomachia Poliphili  del 1499 da Francesco Colonna .
Anche il copto era sconosciuto agli europei del tempo. Talvolta gli studiosi riuscirono a impossessarsi di manoscritti copti, ma nel XVI secolo, quando si iniziò a studiare seriamente la lingua, la capacità di leggerla era limitata ai monaci copti e, dal momento che questi monaci non erano mai stati fuori dall'Egitto, nessun europeo aveva mai avuto l'opportunità di apprenderla da loro. [Nota 2] Gli studiosi erano inoltre dubbiosi che il copto discendesse dalla lingua degli antichi egizi; molti pensavano che fosse invece legato ad altre lingue del vicino Oriente antico.
Il primo europeo a rendere comprensibile il copto fu un gesuita e uomo universale, Athanasius Kircher, a metà del XVII secolo. Basando il proprio lavoro su grammatiche arabe e dizionari copti acquisiti in Egitto da un viaggiatore italiano, Pietro Della Valle, Kircher produsse traduzioni e grammatiche imperfette ma pionieristiche negli anni '30 e '40 del '600. Intuì che il copto derivava dalla lingua degli antichi egizi e questo lavoro fu la preparazione per il suo obiettivo finale, la decifrazione della scrittura geroglifica.
Secondo il dizionario biografico standard dell'egittologia, "Kircher è diventato, forse ingiustamente, il simbolo di tutto ciò che è assurdo e fantastico nella storia della decifrazione dei geroglifici egizi". Kircher pensava che gli egizi credessero in un'antica tradizione teologica che precedeva e prefigurava il cristianesimo e sperava di comprendere questa tradizione attraverso i geroglifici. Come i suoi predecessori del Rinascimento, credeva che i geroglifici rappresentassero una forma astratta di comunicazione piuttosto che una lingua. Tradurre un tale sistema di comunicazione in modo coerente con sé stesso era impossibile. Pertanto, nelle sue opere sui geroglifici come Oedipus Aegyptiacus (1652-1655), Kircher procedette per ipotesi sulla base della sua comprensione delle antiche credenze egizie, derivata dai testi copti che aveva letto e da antichi testi che riteneva contenessero tradizioni derivate dall'Egitto. Le sue traduzioni trasformarono brevi testi contenenti solo pochi caratteri geroglifici in lunghe frasi di idee esoteriche. A differenza dei precedenti studiosi europei, Kircher si rese conto che i geroglifici potevano funzionare foneticamente, sebbene considerasse questa funzione uno sviluppo tardivo. Riconobbe anche che il geroglifico 𓈗 rappresentava l'acqua e poteva quindi essere reso foneticamente con la parola copta per acqua, mu, così come anche il suono m . In questo modo fu il primo europeo a identificare correttamente il valore fonetico di un geroglifico.
Sebbene i presupposti di Kircher fossero condivisi dai suoi contemporanei, la maggior parte degli studiosi respinse o addirittura ridicolizzò le sue traduzioni. Tuttavia, la sua tesi secondo cui il copto era derivato dall'antica lingua egizia fu ampiamente accettata.

### XIX secolo
Quasi nessuno tentò di decifrare i geroglifici per decenni dopo gli ultimi lavori di Kircher, sebbene alcuni contribuissero con suggerimenti che alla fine si sarebbero dimostrati corretti. Il trattato religioso di William Warburton, la Divine Legation of Moses, pubblicato dal 1738 al 1741, includeva una lunga digressione sui geroglifici e sull'evoluzione della scrittura. Sosteneva che i geroglifici non fossero stati inventati per codificare segreti religiosi ma per scopi pratici, come qualsiasi altro sistema di scrittura, e che la scrittura fonetica egizia menzionata da Clemente Alessandrino derivasse da essi. L'approccio di Warburton, sebbene puramente teorico, creò l'intelaiatura su cui si sarebbe basata la comprensione dei geroglifici per il resto del secolo.
Il contatto degli europei con l'Egitto aumentò durante il XVIII secolo. Molti visitarono il paese e videro in prima persona le antiche iscrizioni e, mentre raccoglievano antichità, il numero di testi disponibili per lo studio aumentò. Jean-Pierre Rigord divenne il primo europeo a identificare un antico testo egizio non geroglifico nel 1704 e Bernard de Montfaucon pubblicò una grande raccolta di testi simili nel 1724. Anne Claude de Caylus raccolse e pubblicò un gran numero di iscrizioni egizie fra il 1752 e il 1767, assistito da Jean-Jacques Barthélemy. Il loro lavoro mostrò che le scritture egizie non geroglifiche sembravano contenere segni derivati dai geroglifici. Barthélemy descrisse anche gli anelli allungati, conosciuti in seguito come cartigli, che contenevano piccoli gruppi di segni in molti testi geroglifici e nel 1762 suggerì che potessero contenere nomi di re o dèi. Carsten Niebuhr, che visitò l'Egitto negli anni '60 del '700, produsse il primo elenco sistematico, sebbene incompleto, di segni geroglifici distinti. Sottolineò anche la distinzione tra testo geroglifico e le illustrazioni che di accompagnamento, mentre studiosi precedenti avevano confuso le due parti. Barthélemy cercò di applicare le idee di Warburton ai testi egizi nelle collezioni europee e notò che lo ieratico sembrava contenere segni derivati da geroglifici. Joseph de Guignes, uno dei numerosi studiosi dell'epoca che ipotizzava che la Cina avesse un legame storico con l'antico Egitto, credeva che la scrittura cinese discendesse dai geroglifici. Nel 1785 ripeté il suggerimento di Barthélemy sui cartigli, confrontandolo con una pratica cinese che distingueva i nomi propri dal testo circostante.
Georg Zoëga, il più importante coptista della fine del XVIII secolo, fece diverse intuizioni sui geroglifici in De origine et usu obeliscorum (1797), un compendio di conoscenze sull'antico Egitto. Catalogò i segni geroglifici e concluse che ci fossero troppo pochi segni distinti per rappresentare una sola parola, quindi per produrre un vocabolario completo dovevano avere ciascuno più significati o cambiare significato combinandosi tra loro. Vide che la direzione in cui si trovavano i segni indicava la direzione in cui un testo doveva essere letto e suggerì che alcuni segni fossero fonetici. Zoëga non tentò di decifrare il metodo di scrittura, ritenendo che ciò avrebbe richiesto più informazioni di quelle disponibili in Europa all'epoca.

## Segni identificativi

### La stele di Rosetta

Una ricostruzione della stele di Rosetta come sarebbe apparsa in origine, con tutti e tre i registri intatti.

Quando le forze francesi sotto Napoleone Bonaparte invasero l'Egitto nel 1798, Bonaparte portò con sé un corpo di scienziati e studiosi, generalmente noti come savants ("sapienti"), per studiare il luogo e i suoi monumenti antichi. Nel luglio del 1799, quando i soldati francesi stavano ricostruendo un forte mamelucco vicino alla città di Rosetta, che avevano soprannominato Fort Julien, il tenente Pierre-François Bouchard notò che una pietra (stele) che avevano scoperto nel forte era coperta di scritte. Era un'antica stele egizia, divisa in tre registri di testo, con l'angolo in basso a destra e la maggior parte del registro superiore spezzati e mancanti. La pietra era incisa con tre scritture: geroglifici nel registro superiore, greco in fondo e una scrittura non identificata nel mezzo. Il testo era un decreto emesso nel 197 a.C. da Tolomeo V che concedeva favori ai sacerdoti egizi. Il testo si concludeva chiedendo che le copie del decreto fossero scritte "in caratteri sacri, nativi e greci" ed esposte nei principali templi egizi. Leggendo questo passaggio nell'iscrizione greca, il francese si rese conto che la pietra presentava lo stesso testo in tre diverse lingue e che poteva consentire la decifrazione del testo egizio sulla base della versione greca. Gli studiosi al seguito cercarono avidamente altri frammenti della stele e altri testi in greco ed egizio. Non furono mai trovati altri frammenti e gli unici altri testi bilingui scoperti dai sapienti erano in gran parte illeggibili e inutili per la decifrazione. Gli studiosi fecero qualche progresso con la stele. Jean-Joseph Marcel disse che il testo centrale era "in caratteri corsivi dell'antica lingua egizia", identici ad altri che aveva visto su rotoli di papiro. Lui e Louis Rémy Raige iniziarono a confrontare il testo di questo registro con quello greco pensando che il registro centrale sarebbe stato più utile del testo geroglifico per la maggior parte mutilo. Indovinarono le posizioni dei nomi propri nel testo demotico, in base alla posizione di quei nomi nel testo greco, e riuscirono a identificare la P e la T nel nome di Tolomeo (nella forma greca di Ptolemàios), ma non fecero ulteriori progressi.
Le prime copie delle iscrizioni sulla stele furono inviate in Francia nel 1800. Nel 1801 l'esercito francese in Egitto fu assediata dall'Impero ottomano e dagli inglesi e si arrese nella Capitolazione di Alessandria. In base alle condizioni, la stele di Rosetta passò agli inglesi. All'arrivo della stele in Gran Bretagna, la Società degli antiquari di Londra fece delle copie del testo e le inviò alle istituzioni accademiche di tutta Europa.
I resoconti della spedizione di Napoleone stimolarono una mania per l'antico Egitto in tutta Europa. In Egitto ci fu confusione in seguito al ritiro francese e britannico, ma dopo che Mehmet Ali prese il controllo del paese nel 1805 i collezionisti europei scesero in Egitto e portarono via numerosi reperti, mentre gli artisti ne fecero numerose copie. Nessuno conosceva il significato storico di questi manufatti, e a tutt'oggi questa spoliazione sistematica e incurante del contesto archeologico e di scavo ha reso un gran numero di manufatti orfani delle informazioni reperibili dal luogo di ritrovamento tanto importanti per la moderna archeologia, ma contribuirono al corpus di testi che gli studiosi potevano confrontare quando provavano a decifrare i sistemi di scrittura.

### De Sacy, Åkerblad e Young
Antoine-Isaac Silvestre de Sacy, un importante linguista francese che aveva decifrato la scrittura persiana pahlavi nel 1787, fu tra i primi a lavorare sulla stele. Come Marcel e Raige, si concentrò nel mettere in relazione il testo greco con il metodo di scrittura demotico nel registro centrale. Basandosi su Plutarco, suppose che questo metodo di scrittura fosse composto da 25 segni fonetici. De Sacy cercò i nomi propri greci all'interno del testo demotico e tentò di identificare i segni fonetici al loro interno, ma oltre a identificare i nomi di Tolomeo, Alessandro e Arsinoe fece pochi progressi. Si rese conto che c'erano molto più di 25 segni demotici e che l'iscrizione demotica probabilmente non era una traduzione stretta di quella greca, rendendo così il compito più difficile. Dopo aver pubblicato i suoi risultati nel 1802, cessò di lavorare sulla stele. [60]
Nello stesso anno, de Sacy consegnò una copia delle iscrizioni sulla stele a un suo ex studente, Johan David Åkerblad, diplomatico svedese e linguista dilettante. Åkerblad ebbe più successo, analizzando gli stessi gruppi di segni di de Sacy ma identificando correttamente più segni. [60] Nelle sue lettere a Sacy, Åkerblad proponeva un alfabeto di 29 segni demotici, metà dei quali in seguito si dimostrarono corretti e in base alla sua conoscenza del copto identificò diverse parole demotiche all'interno del testo. De Sacy era scettico sui suoi risultati e anche Åkerblad si arrese. [60] Nonostante i tentativi di altri studiosi, pochi ulteriori progressi furono fatti fino a più di un decennio dopo, quando Thomas Young entrò in scena.

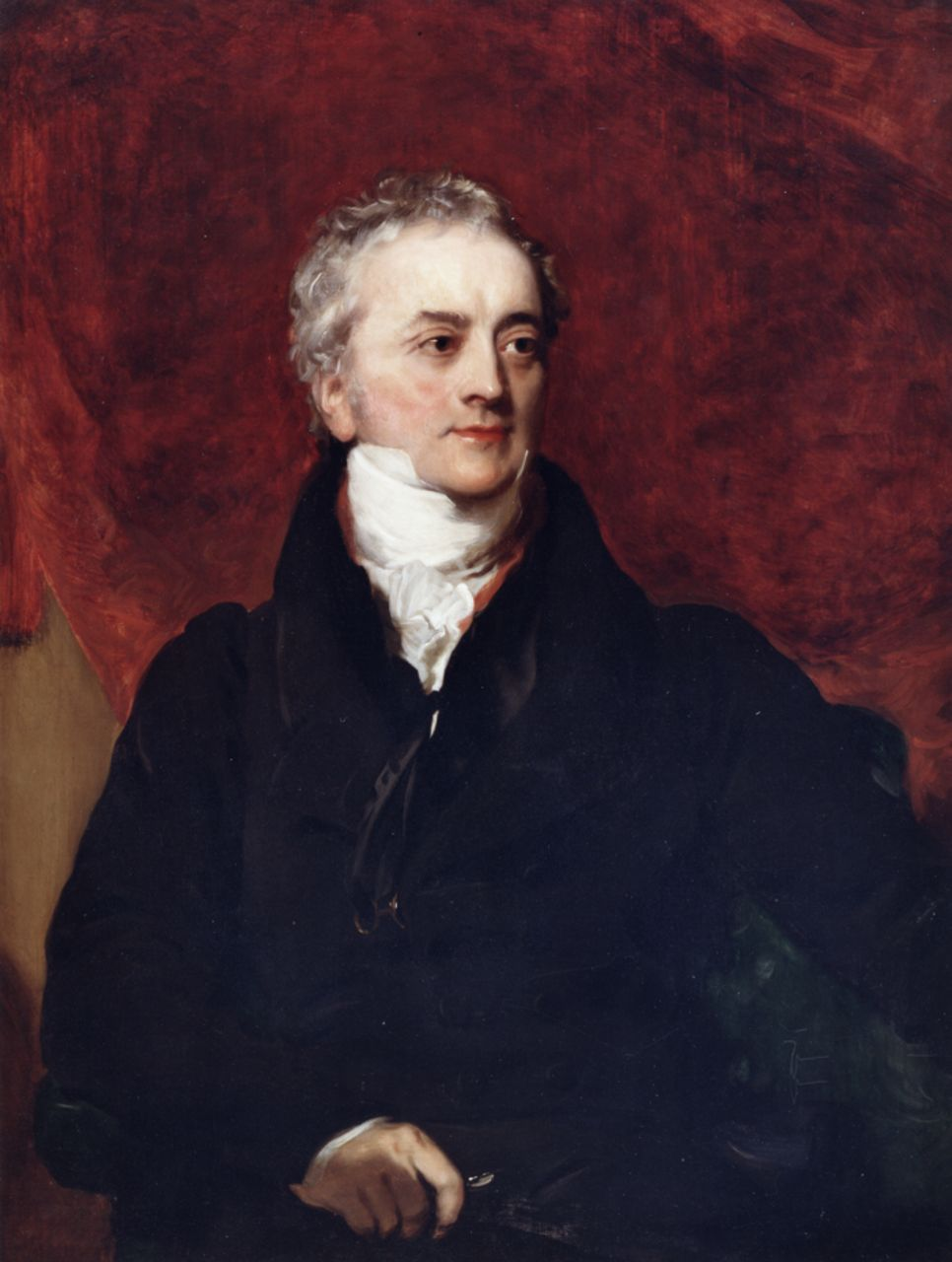
Thomas Young nel 1822.

Young era un uomo universale britannico i cui campi di competenza includevano fisica, medicina e linguistica. Quando rivolse la sua attenzione all'Egitto era considerato uno dei maggiori intellettuali della sua epoca. [62] Nel 1814 iniziò a corrispondere con de Sacy sulla stele di Rosetta e dopo alcuni mesi produsse quelle che lui chiamava traduzioni dei testi geroglifici e demotici della stele. Furono in sostanza tentativi di scomporre i testi in gruppi di segni per trovare aree in cui il testo egizio corrispondesse con più probabilità a quello greco. Questo approccio era di utilità limitata perché i tre testi non erano traduzioni esatte l'uno degli altri. Young trascorse mesi a copiare altri testi egizi, il che gli permise di vedere in essi schemi sfuggiti ad altri. Come Zoëga, egli riconobbe che c'erano troppo pochi geroglifici per rappresentare una parola e suggerì che le parole fossero composte da due o tre geroglifici ciascuno. [64]
Soprattutto Young notò somiglianze tra segni geroglifici e demotici, il che implicava che i segni geroglifici si fossero evoluti in segni demotici. In tal caso, ragionò Young, il demotico non sarebbe potuto essere un metodo di scrittura totalmente fonetico ma doveva anche includere segni ideografici derivati da geroglifici; scrisse a De Sacy questa intuizione nel 1815. Sebbene sperasse di trovare segni fonetici nella scrittura geroglifica, fu contrastato dalla grande varietà di ortografie fonetiche utilizzate nel metodo di scrittura. Concluse che i geroglifici fonetici non esistessero, con una grossa eccezione. Nella sua pubblicazione del 1802 de Sacy aveva affermato che i geroglifici potevano funzionare foneticamente quando scrivevano parole straniere. [61] Nel 1811 suggerì, dopo aver appreso di una pratica simile nella scrittura cinese, che un cartiglio significava una parola scritta foneticamente, come il nome di un sovrano non egizio come Tolomeo. Young applicò questi suggerimenti ai cartigli sulla stele di Rosetta. Alcuni erano brevi, costituiti da otto segni, mentre altri contenevano quegli stessi segni seguiti da molti altri. Young indovinò che i lunghi cartigli contenessero la forma egizia del titolo dato a Tolomeo nel testo greco: "che vive per sempre, amato da Ptah". Pertanto si concentrò sui primi otto segni, che sarebbero dovuti corrispondere alla forma greca del nome Tolomeo. Adottando alcuni dei valori fonetici proposti da Åkerblad, Young abbinò gli otto geroglifici ai loro equivalenti demotici e propose che alcuni segni rappresentassero diversi valori fonetici mentre altri ne rappresentassero solo uno. Tentò quindi di applicare i risultati a un cartiglio di Berenice, il nome di una regina tolemaica, con meno successo, anche se identificò una coppia di geroglifici che segnano la fine di un nome femminile. Il risultato fu un insieme di tredici valori fonetici per i segni geroglifici e demotici. Sei erano corretti, tre in parte corretti e quattro sbagliati.
| p · t | wA | l · M | i | i | s |

| p · t | wA | l · M | i | i | s |

| p · t | wA | l · M | i | i | s |

| p · t | wA | l · M | i | i | s |

| p · t | wA | l · M | i | i | s |

| p · t | wA | l · M | i | i | s |

| p · t | wA | l · M | i | i | s |

| p · t | wA | l · M | i | i | s |

| p |

| p |

| t |

| t |

| wA |

| wA |

| l |

| l |

| M |

| M |

| i | i |

| i | i |

| s |

| s |

Young sintetizzò il suo lavoro nel suo articolo "Egitto", pubblicato in forma anonima in un supplemento dell'Enciclopedia Britannica nel 1819. Fornì traduzioni congetturali per 218 parole in demotico e 200 in geroglifici e correlò correttamente circa 80 segni geroglifici con gli equivalenti demotici. Come diceva l'egittologo Francis Llewellyn Griffith nel 1922, i risultati di Young furono "confusi con molte false conclusioni, ma il metodo perseguito conduceva infallibilmente a una sicura decifrazione". Tuttavia Young era scarsamente interessato ai testi egizi in sé considerando piuttosto i sistemi di scrittura come un rompicapo intellettuale, e i suoi molteplici interessi scientifici gli resero difficile concentrarsi sulla decifrazione. Ottenne qualche ulteriore risultato solo negli anni successivi. [74]

### Le scoperte di Champollion
Jean-François Champollion era rimasto affascinato dall'antico Egitto durante l'adolescenza, tra il 1803 e il 1805 circa, e aveva studiato lingue del Vicino Oriente, tra cui il copto, sotto de Sacy e altri. Suo fratello, Jacques Joseph Champollion-Figeac, era un assistente di Bon-Joseph Dacier, il capo dell'Académie des inscriptions et belles-lettres di Parigi e in quella posizione fornì a Jean-François i mezzi per tenere il passo con le ricerche sull'Egitto. Quando Young stava lavorando sui geroglifici, Champollion aveva pubblicato un compendio delle conoscenze consolidate sull'antico Egitto e aveva messo insieme un dizionario copto, ma sebbene avesse scritto molto sui metodi di scrittura non decifrati, il suo studio su di essi rimaneva senza risultati. All'inizio degli '20 dell'800, tuttavia, cominciò rapidamente a fare progressi, ma i dettagli che glielo permisero non possono essere pienamente conosciuti a causa di lacune nei dati e di discrepanze nei resoconti contemporanei.
Champollion, avendo visto solo estratti dalla lista di parole geroglifiche e demotiche di Young, inizialmente era stato sprezzante nei confronti del lavoro dell'inglese. Dopo essersi trasferito a Parigi da Grenoble a metà del 1821, sarebbe stato in grado di procurarsene una copia completa, ma non ne abbiamo notizia. Fu in questo periodo che rivolse la sua attenzione all'identificazione dei segni fonetici all'interno dei cartigli.
Un indizio cruciale venne dall'obelisco di File, che riportava un'iscrizione sia greca che egizia. William John Bankes, un collezionista inglese di antichità, spedì l'obelisco dall'Egitto all'Inghilterra e ne copiò le iscrizioni. Queste iscrizioni non erano un singolo testo bilingue come quello della Stele di Rosetta, come ipotizzava Bankes, ma entrambe le iscrizioni contenevano i nomi "Tolomeo" e "Cleopatra", le versioni geroglifiche racchiuse nei cartigli. Il cartiglio di Tolomeo era identificabile in base alla Stele di Rosetta, ma Bankes poteva solo supporre in base al testo greco che il secondo rappresentasse il nome di Cleopatra. La sua copia del testo suggerisce questa lettura del cartiglio a matita. Champollion, che vide la copia nel gennaio 1822, dichiarò che si trattava di quello di Cleopatra, ma non spiegò mai come l'avesse identificato; avrebbe potuto farlo in più di un modo, considerati i dati a sua disposizione. Bankes pensò con rabbia che Champollion avesse accolto la sua ipotesi senza riconoscergli il merito e si rifiutò di dargli ulteriore aiuto.
Champollion suddivise i geroglifici del nome di Tolomeo in modo diverso da Young e scoprì che tre dei segni che aveva ipotizzato come fonetici con i valori p, l e o si collocavano perfettamente anche nel cartiglio di Cleopatra. Un quarto, e, era rappresentato da un singolo geroglifico nel cartiglio di Cleopatra e una versione raddoppiata dello stesso glifo nel cartiglio di Tolomeo. Un quinto suono, t, sembrava essere scritto con segni diversi in ogni cartiglio, ma Champollion decise che questi segni devono essere omofoni, segni diversi che esprimono lo stesso suono. Continuò a testare queste lettere in altri cartigli, a identificare i nomi di molti sovrani greci e romani dell'Egitto ed estrapolare i valori di ancora più lettere.
| p · t | wA | l · M | i | i | s |

| p · t | wA | l · M | i | i | s |

| p · t | wA | l · M | i | i | s |

| p · t | wA | l · M | i | i | s |

| p · t | wA | l · M | i | i | s |

| p · t | wA | l · M | i | i | s |

| p · t | wA | l · M | i | i | s |

| p · t | wA | l · M | i | i | s |

| p |

| p |

| t |

| t |

| wA |

| wA |

| l |

| l |

| M |

| M |

| i | i |

| i | i |

| s |

| s |

| q · l | i | wA | p | A | d · r | A | t · H8 |

| q · l | i | wA | p | A | d · r | A | t · H8 |

| q · l | i | wA | p | A | d · r | A | t · H8 |

| q · l | i | wA | p | A | d · r | A | t · H8 |

| q · l | i | wA | p | A | d · r | A | t · H8 |

| q · l | i | wA | p | A | d · r | A | t · H8 |

| q · l | i | wA | p | A | d · r | A | t · H8 |

| q · l | i | wA | p | A | d · r | A | t · H8 |

| q |

| q |

| l |

| l |

| i |

| i |

| wA |

| wA |

| p |

| p |

| A |

| A |

| d |

| d |

| r |

| r |

| A |

| A |

| t · H8 |

| t · H8 |

A luglio, Champollion confutò un'analisi di Jean-Baptiste Biot del testo che circonda un rilievo egizio del tempio noto come lo zodiaco di Dendera: sottolineò che i geroglifici delle stelle in questo testo sembravano indicare che le parole vicine si riferivano a qualcosa in relazione alle stelle, come le costellazioni. Chiamò i segni usati in questo modo inizialmente "segni del tipo" e in seguito "determinativi".
Secondo una storia raccontata dal nipote di Champollion, Aimé Champollion-Figeac, Champollion fece un'altra scoperta il 14 settembre 1822 dopo aver esaminato le copie tratte da Jean-Nicolas Huyot di iscrizioni geroglifiche. Un cartiglio di Abu Simbel conteneva quattro segni: Champollion indovinò, o attinse alla stessa ipotesi formulata nell'articolo di Young sull'Enciclopedia Britannica, che il primo segno circolare rappresentasse il sole. La parola copta per "sole" era re/ra. Il segno che appariva due volte alla fine del cartiglio rappresentava la "s" nel cartiglio di Tolomeo. Se il nome nel cartiglio inizia con re/ra e termina con ss, potrebbe quindi corrispondere a "Ramesse", il nome di diversi re elencati nelle opere di Manetone, suggerendo che il segno al centro rappresentasse m . Ulteriore conferma venne dalla Stele di Rosetta, dove i segni m e s apparivano insieme in un punto corrispondente alla parola per "nascita" nel testo greco, e dal copto, in cui la parola per "nascita" è mise. Un altro cartiglio conteneva tre segni, due uguali a quelli del cartiglio Ramesse. Il primo segno, un ibis, era un noto simbolo del dio Thot. Se questi ultimi due segni avessero gli stessi valori del cartiglio di Ramesse, il nome nel secondo cartiglio sarebbe Thotmes, corrispondente al nome reale "Thutmose" menzionato da Manetone. Questi erano re egizi nativi, di molto precedenti al dominio greco in Egitto, ma la scrittura dei loro nomi era parzialmente fonetica. A questo punto Champollion passò al titolo di Tolomeo trovato nei cartigli più lunghi nella Stele di Rosetta. Champollion conosceva le parole copte che avrebbero tradotto il testo greco e poteva dire che segni fonetici come p e t, che erano già stati identificati nel nome di Tolomeo, si sarebbero adattati a queste parole. Da lì poteva indovinare i significati fonetici di molti altri segni. Secondo il racconto di suo nipote, dopo aver fatto queste scoperte Champollion corse all'ufficio di suo fratello all'Académie des Inscriptions, gettò giù una raccolta di iscrizioni copiate, gridò "Je tiens mon affaire!" ("Ce l'ho fatta!"), collassò e rimase svenuto alcuni giorni.
Champollion annunciò le sue proposte di letture dei cartigli greco-romani nella celebre Lettre à M. Dacier, che completò il 22 settembre 1822. La lesse all'Académie il 27 settembre, con Young tra il pubblico. Questa lettera è spesso considerata il documento fondante dell'egittologia, ma rappresentava solo un modesto progresso rispetto al lavoro di Young. Non diceva nulla della scoperta di Champollion sui cartigli di Ramesse e Thutmose, sebbene suggerisse senza elaborazione che segni fonetici avrebbero potuto essere usati nel lontano passato dell'Egitto. Champollion potrebbe però essere stato diffidente nell'annunciare i risultati prematuramente.

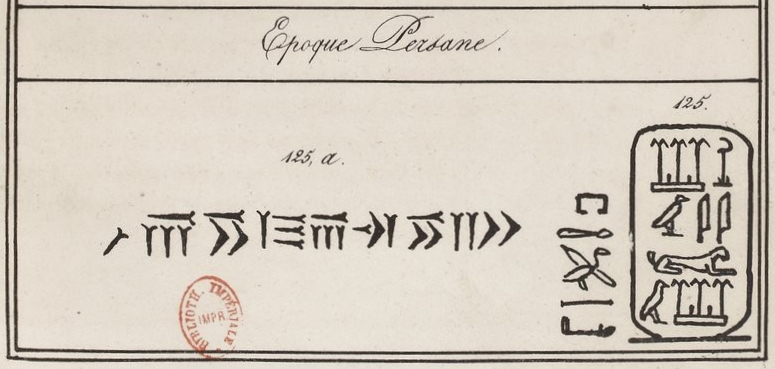
Scrittura geroglifica e cuneiforme del nome di Serse I sul vaso Caylus, riportate in Précis du système hiéroglyphique.

Nei mesi successivi Champollion applicò il suo alfabeto geroglifico a molte iscrizioni egizie, identificando decine di re. In questo periodo Champollion e l'orientalista Antoine-Jean Saint-Martin esaminarono il vaso Caylus, che portava un cartiglio con geroglifici accanto a un testo in persiano cuneiforme. Saint-Martin credeva che il testo cuneiforme riportasse il nome di Serse I, un re dell'Impero achemenide del V sec. a.C. che aveva espanso il proprio regno fino all'Egitto. Champollion confermò che i segni identificabili nel cartiglio corrispondevano a quelli del nome di Serse, rafforzando da una parte l'ipotesi che i geroglifici fonetici fossero usati prima del dominio greco in Egitto e dall'altra la lettura del cuneiforme di Saint-Martin. Questo fu un grande passo avanti nella decifrazione del cuneiforme.
Sempre in questo periodo Champollion fece ulteriori progressi. [Nota 3] Sebbene il suo inventario contasse circa 860 segni geroglifici, una manciata di quei segni costituiva una grande parte di qualsiasi dato testo. Si imbatté anche in un recente studio sul cinese di Abel Rémusat, che mostrava che persino la scrittura cinese utilizzava ampiamente caratteri fonetici e che i suoi segni ideografici dovevano essere combinati in molte legature per formare un vocabolario completo. Pochi geroglifici sembravano essere legature. E Champollion aveva identificato il nome di Antinoo, un romano non reale, scritto in geroglifici senza cartiglio, accanto a caratteri che sembravano essere ideografici. I segni fonetici non si limitavano quindi ai cartigli. Per mettere alla prova i suoi sospetti, Champollion confrontò testi geroglifici che sembravano riportare lo stesso contenuto e notò discrepanze nell'ortografia che indicavano la presenza di omofoni. Confrontò l'elenco risultante di omofoni con la tabella dei segni fonetici del suo lavoro sui cartigli e scoprì che combaciavano.
Champollion annunciò queste scoperte all'Académie des Inscriptions nell'aprile 1823. Da lì avanzò rapidamente nell'identificare nuovi segni e parole. Concluse i segni fonetici costituiti da un alfabeto consonantico in cui le vocali venivano scritte solo qualche volta. Un riassunto delle sue scoperte, pubblicato nel 1824 come Précis du système hiéroglyphique, affermava "La scrittura geroglifica è un sistema complesso, un metodo di scrittura allo stesso tempo figurativa, simbolica e fonetica, in uno stesso testo, nella stessa frase e, potrei anche azzardarmi a dire, nella stessa parola". Il Précis identificava centinaia di parole geroglifiche, descriveva le differenze tra geroglifici e altri metodi di scrittura, analizzava i nomi propri e gli usi dei cartigli e descriveva parte della grammatica della lingua. Champollion stava passando dalla decifrazione di un metodo di scrittura alla traduzione della lingua sottostante.

### Controversie
La Lettre à M. Dacier riferisce che Young aveva lavorato sul demotico e riporta il suo tentativo di decifrare il nome di Berenice, ma non menziona la suddivisione dei segni del nome di Tolomeo proposta da Young, né riconosce che la scoperta della desinenza femminile, trovata anche nel nome di Cleopatra sull'obelisco di File, era stata fatta da Young. Credendo che queste scoperte avessero reso possibili i progressi di Champollion, Young si aspettava di ricevere gran parte del merito per tutto ciò che Champollion alla fine aveva prodotto. Nella corrispondenza privata poco dopo la lettura della Lettre Young citò un detto francese che significava "È il primo passo che conta", ma disse inoltre "anche nel caso in cui [Champollion] avesse preso in prestito una chiave di provenienza inglese, la serratura sarebbe comunque stata terribilmente arrugginita tanto che nessun braccio comune avrebbe avuto abbastanza forza per girarla". [99]
Nel 1823 Young pubblicò un libro sul suo lavoro sull'egizio, An Account of Some Recent Discoveries in Hieroglyphical Literature and Egyptian Antiquities, e rispose allo sgarbo di Champollion nel sottotitolo: "Incluso l'alfabeto geroglifico originale dell'autore, come ampliato dal signor Champollion". Champollion rispose con rabbia: "Non accetterò mai di riconoscere nessun altro alfabeto originale diverso dal mio, in cui si tratta dell'alfabeto geroglifico propriamente detto". [98] Nel Précis dell'anno successivo riconobbe il lavoro di Young, ma in essi Champollion affermò di essere arrivato alla proprie conclusioni in modo indipendente, senza aver letto l'articolo di Young sull'Enciclopedia Britannica. L'opinione scientifica da allora è divisa sul fatto che Champollion fosse sincero o meno. Young avrebbe continuato a spingere per un maggiore riconoscimento, mentre esprimeva un misto di ammirazione per il lavoro di Champollion e scetticismo per alcune delle sue conclusioni. [102] Le relazioni tra loro variarono tra la cordialità e il litigio fino alla morte di Young nel 1829.
Mentre continuava a lavorare sui geroglifici, facendo errori insieme a molti successi, sappiamo che Champollion fu coinvolto in una disputa con studiosi che contestavano la validità del suo lavoro. Tra loro c'erano Edme Jomard, un veterano della spedizione di Napoleone, e Heinrich Julius Klaproth, un orientalista tedesco. Alcuni furono inoltre sostenitori di Young. Lo studioso che resistette più a lungo alla decifrazione di Champollion fu Gustav Seyffarth. La sua opposizione a Champollion culminò in una discussione pubblica con lui nel 1826, e continuò a sostenere il suo approccio ai geroglifici fino alla morte nel 1885.
A mano a mano che la natura dei geroglifici diveniva più chiara i detrattori diminuirono, ma la discussione su quanto Champollion fosse in debito con Young continua ancora. La rivalità nazionalista tra inglesi e francesi aggravò il problema. Gli egittologi furono spesso riluttanti a criticare Champollion, che è considerato il fondatore della loro disciplina, e per estensione possono essere stati riluttanti a riconoscere il merito di Young. L'egittologo Richard Parkinson prende una posizione moderata: "Anche ammettendo che Champollion fosse a conoscenza del lavoro iniziale di Young più di quanto abbia successivamente affermato, rimane lui il decifratore della scrittura geroglifica... Young scoprì parti di un alfabeto - una chiave - ma Champollion sbloccò un'intera lingua".

## Lettura di testi

### Young e il demotico
Il lavoro di Young sui geroglifici si concluse negli anni '20, ma il suo lavoro sul demotico continuò, e uno dei suoi oggetti di studio era una collezione di papiri nota come Collezione Casati, in cui identificò vari nomi greci. Nel novembre del 1822 gli venne in aiuto una scoperta fortuita: un suo conoscente, George Francis Gray, gli prestò una scatola di papiri greci trovati in Egitto. Esaminandoli, Young si rese conto che in un rotolo erano menzionati gli stessi nomi greci che aveva trovato nella Collezione Casati. I due testi erano due versioni dello stesso testo, in greco e in demotico, che registrava la vendita di una porzione di offerte fatte a nome di due egizi morti. Young stava cercando da tempo un secondo testo bilingue per integrare la stele di Rosetta. Con questi testi in mano fece grandi progressi negli anni successivi. A metà degli anni '20 fu deviato da altri interessi, ma nel 1827 fu spronato dalla lettera di un coptista italiano, Amedeo Peyron, in cui questi scriveva che l'abitudine di Young di spostarsi da un argomento all'altro ostacolasse i suoi successi e suggerì che avrebbe potuto fare molto di più se si fosse concentrato sull'antico Egitto. Young trascorse quindi gli ultimi due anni della sua vita lavorando sul demotico. A un certo punto consultò Champollion, allora curatore del Louvre, che lo trattò amichevolmente, gli diede accesso ai suoi appunti sul demotico e trascorse ore a mostrargli i testi demotici nella collezione del Louvre.  I Rudiments of an Egyptian Dictionary in the Ancient Enchorial Character furono pubblicati postumi nel 1831. Comprendevano la traduzione completa di un testo e ampie porzioni del testo della stele di Rosetta. Secondo l'egittologo John Ray, Young "probabilmente merita di essere conosciuto come il decifratore del demotico".

### Gli ultimi anni di Champollion
Nel 1824 la Stele di Rosetta, con il suo limitato testo geroglifico, era diventata irrilevante per ulteriori progressi sui geroglifici. Champollion aveva bisogno di più testi per studiare, e pochi erano disponibili in Francia. Dal 1824 al 1826 fece due visite in Italia e studiò le antichità egizie che vi si trovavano, in particolare quelle recentemente spedite dall'Egitto al Museo Egizio di Torino. Leggendo le iscrizioni su decine di statue e stele, Champollion divenne la prima persona dopo secoli a identificare i re che li avevano commissionati, sebbene in alcuni casi le sue associazioni fossero errate. Esaminò anche i papiri del museo e fu in grado di discernere il loro argomento. Di particolare interesse fu la lista dei re di Torino, un papiro che elenca i sovrani egizi e la durata dei loro regni fino al XIII secolo a.C., che avrebbe poi fornito un quadro per la cronologia della storia egizia; purtroppo il rotolo era già altamente degradato e ridotto in frammenti quando Champollion lo vide e a tutt'oggi, malgrado il lavoro di ricomposizione, alcuni brandelli non hanno ancora trovato collocazione. Mentre era in Italia Champollion fece amicizia anche con Ippolito Rosellini, un linguista pisano che fu travolto dal fervore di Champollion per l'antico Egitto e iniziò a studiare con lui. Champollion lavorò anche all'allestimento di una collezione di antichità egizie al Louvre, compresi i testi che avrebbe poi mostrato a Young. Nel 1827 pubblicò un'edizione rivista del Précis che includeva alcune delle sue recenti scoperte.
I collezionisti che vivevano in Egitto, in particolare John Gardner Wilkinson, stavano già applicando i risultati di Champollion ai testi sul luogo. Champollion e Rosellini vollero farlo da soli e insieme ad altri studiosi e artisti formarono la spedizione franco-toscana in Egitto. In rotta verso l'Egitto Champollion si fermò a guardare un papiro nelle mani di un commerciante di antichità francese. Era una copia delle Istruzioni di Amenemhat, un'opera di letteratura sapienziale concepita come insegnamento postumo da Amenemhat I a suo figlio e successore. Fu così la prima opera dell'antica letteratura egizia a essere letta in tempi moderni, sebbene Champollion non fosse in grado di leggerla abbastanza bene da comprendere appieno di cosa si trattasse. Nel 1828 e nel 1829 la spedizione percorse il Nilo copiando e collezionando antichità. Dopo aver studiato innumerevoli testi, Champollion era sicuro che il suo sistema fosse applicabile a testi geroglifici di ogni periodo della storia egizia e apparentemente coniò il termine "determinativo" mentre era lì.
Dopo essere tornato dall'Egitto, Champollion trascorse gran parte del suo tempo a lavorare su una descrizione completa della lingua egizia, ma ebbe poco tempo per completarla. A partire dalla fine del 1831 subì una serie di ictus sempre più debilitanti e morì nel marzo 1832.

### Dopo Champollion

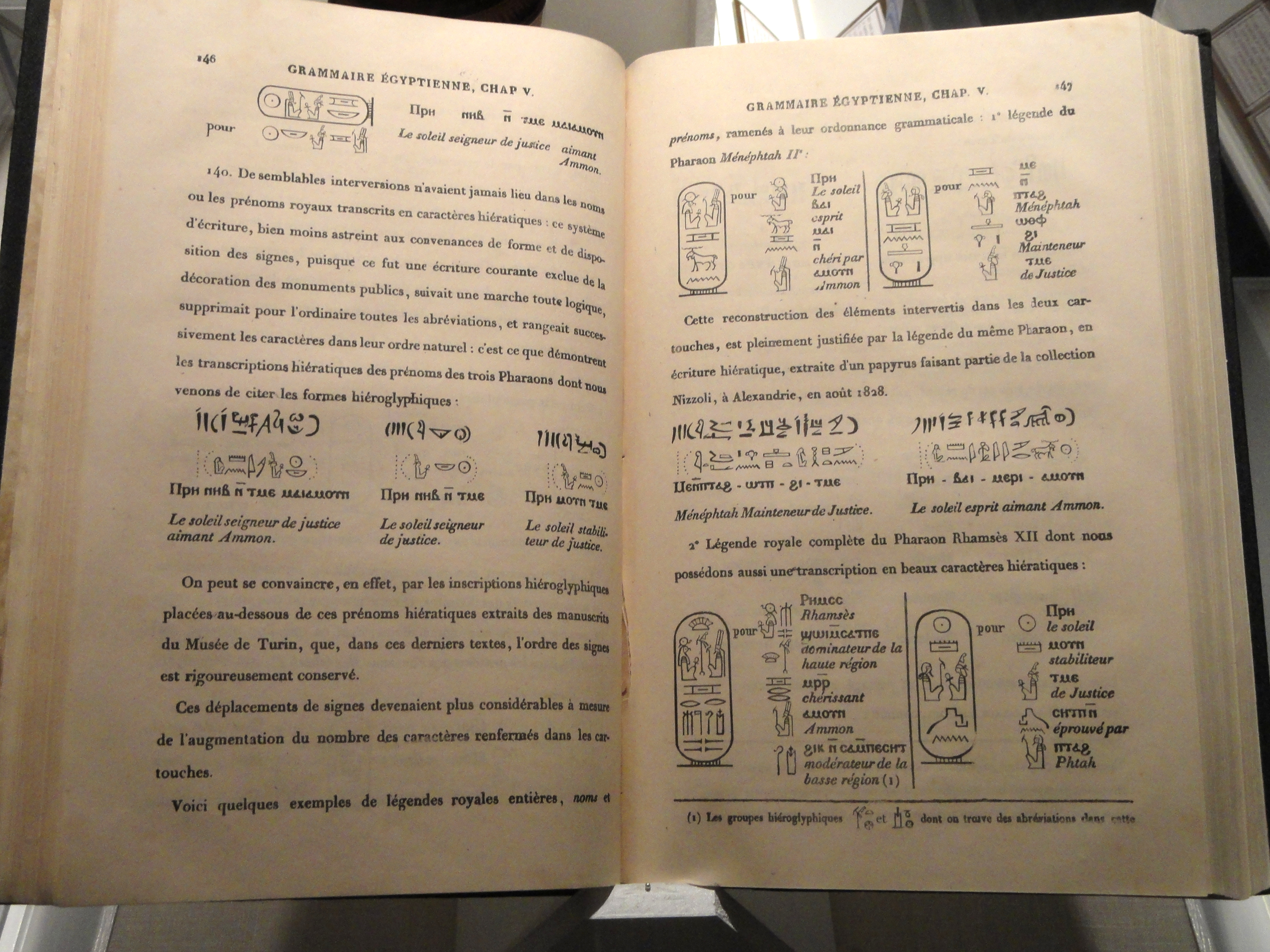
Grammaire égyptienne di Champollion

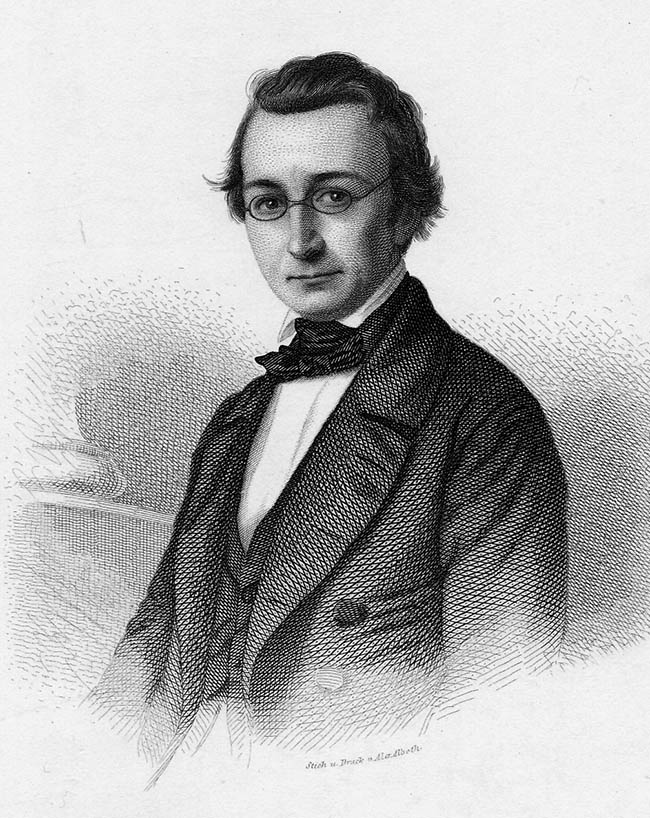
Ritratto di Karl Richard Lepsius intorno al 1850

Champollion-Figeac pubblicò la Grammaire égyptienne del fratello e un dizionario di accompagnamento a sezioni dal 1836 al 1843. Entrambi erano incompleti, specialmente il dizionario, che era organizzato in modo confuso e conteneva molte traduzioni congetturali. Le carenze di queste opere riflettevano lo stato di comprensione incompleta dell'egizio alla morte di Champollion. Champollion si è spesso smarrito sopravvalutando la somiglianza tra egizio classico e copto. Come diceva Griffith nel 1922, "In realtà il copto è un derivato remoto dell'egizio, come il francese dal latino; in alcuni casi, quindi, le trascrizioni provvisorie di Champollion producevano buone parole copte, ma erano anche in varia misura insignificanti o impossibili e nella trascrizione delle frasi o la sintassi copta è stata irrimediabilmente violata o l'ordine delle parole geroglifiche dovette essere invertito. Tutto ciò era molto sconcertante e fuorviante." Champollion era anche inconsapevole del fatto che i segni potevano comporre due o tre consonanti oltre a una. Pensava invece che ogni segno fonetico rappresentasse un suono e ogni suono avesse molti omofoni. Quindi il segno di mezzo nei cartigli di Ramesse e Thutmose che sappiamo essere bilittero e rappresentante la sequenza consonantica ms Champollion lo leggeva come m. Né aveva intuito il concetto ora noto di "complemento fonetico": un segno monolittero aggiunto prima o dopo un plurilittero con il solo scopo di suggerirne la pronuncia, ma di fatto muto.
Alla maggior parte dei collaboratori di Champollion mancavano le capacità linguistiche necessarie per far avanzare il processo di decifrazione e molti di loro morirono di morte precoce. Edward Hincks, un ecclesiastico anglo-irlandese il cui interesse principale era la decifrazione del cuneiforme, apportò importanti contributi negli anni '30 e '40. Mentre le traduzioni di testi di Champollion avevano colmato le lacune nelle sue conoscenze con congetture informate, Hincks cercò di procedere in modo più sistematico. Identificò elementi grammaticali in egizio, come particelle e verbi ausiliari, che non esistevano in copto, e sostenne che i suoni della lingua egizia fossero simili a quelli delle lingue semitiche. Hincks avanzò anche la comprensione dello ieratico, che era stato finora trascurato negli studi egittologici.
Lo studioso che corresse i difetti principali del lavoro di Champollion fu Karl Richard Lepsius, un filologo prussiano che iniziò a studiare la lingua egizia usando la grammatica di Champollion. Strinse amicizia con Rosellini e iniziò a corrispondere con lui sulla lingua. Lepsius, nella Lettre à M. le Professeur H. Rosellini sur l'Alphabet hiéroglyphique, che pubblicò nel 1837, spiegò le funzioni dei segni bilitteri, trilitteri e dei complementi fonetici, sebbene questi termini non fossero ancora stati coniati. Elencò 30 segni monolitteri, rispetto agli oltre 200 del sistema di Champollion e 24 nella moderna comprensione della scrittura geroglifica. La lettera di Lepsius rafforzò notevolmente il caso dell'approccio generale di Champollion ai geroglifici, correggendone le carenze, e spostò definitivamente l'attenzione dell'egittologia dalla decifrazione alla traduzione. Champollion, Rosellini e Lepsius sono spesso considerati i fondatori dell'egittologia, ma a volte anche Young viene incluso. [124]
Lepsius apparteneva a una nuova generazione di egittologi emersi a metà del XIX secolo. Emmanuel de Rougé, che iniziò a studiare l'egizio nel 1839, fu la prima persona a tradurre integralmente un testo egizio; pubblicò le prime traduzioni di testi letterari nel 1856. Nelle parole di uno degli studenti di de Rougé, Gaston Maspero, "de Rougé ci diede il metodo che ci permise di utilizzare e portare alla perfezione il metodo di Champollion". Altri studiosi si sono concentrati sui tipi di scrittura meno conosciuti. Charles Wycliffe Goodwin e François Chabas si concentrarono sui testi ieratici su papiro e a loro si deve in gran parte la decifrazione dello ieratico. Heinrich Brugsch fu il primo dalla morte di Young ad avanzare nello studio del demotico, pubblicandone una grammatica nel 1855.
Nel 1866 Lepsius scoprì il Decreto di Canopo, un testo parallelo alla Stele di Rosetta le cui iscrizioni erano in gran parte intatte. I geroglifici ora potevano essere confrontati direttamente con la loro traduzione in greco e i risultati dimostrarono la validità dell'approccio di Champollion oltre ogni ragionevole dubbio. Samuel Birch, la figura più importante dell'egittologia britannica a metà del XIX secolo, pubblicò il primo vasto dizionario di egiziano nel 1867 e nello stesso anno Brugsch pubblicò il primo volume del suo dizionario sia geroglifico che demotico. Il dizionario di Brugsch stabilì la moderna comprensione dei suoni della lingua egizia, che si basa sulla fonologia delle lingue semitiche come suggerito da Hincks. Gli egittologi hanno continuato a perfezionare la loro comprensione della lingua fino ad oggi,, ma ormai erano su un terreno solido. Insieme alla decifrazione del cuneiforme nello stesso secolo, la decifrazione dell'antico egizio aveva aperto la strada allo studio delle prime fasi della storia umana.

### Ulteriori letture
- (FR) Jean-François Champollion, Précis du système hiéroglyphique des anciens égyptiens, Treuttel et Würtz, 1824.
- Jean-François Champollion, The Code-Breaker's Secret Diaries: The Perilous Expedition through Plague-Ridden Egypt to Uncover the Ancient Mysteries of the Hieroglyphs, traduzione di Martin Rynja, Gibson Square, 2009, ISBN 978-1-903933-83-1.
- (EN, FR) Thomas Young, Miscellaneous Works of the Late Thomas Young, Volume III: Hieroglyphical Essays and Correspondence, &c., a cura di Leitch, John Murray, 1855.